# Stacja manewrowa
Stacja manewrowa (SM) – stacja towarowa wykonująca zadania w zakresie obsługi stacyjnych i liniowych punktów ładunkowych (stacji obsługiwanych) znajdujących się w jej rejonie ciążenia, a także zadania związane z przyjmowaniem, rozrządzaniem, zestawianiem i wyprawianiem pociągów towarowych. Do wykonania tych zadań stacja ma przydzieloną normowaną liczbę lokomotyw manewrowych z drużynami manewrowymi.
Stacje manewrowe zlokalizowano w dużych węzłach kolejowych albo miejscach koncentracji ruchu kolejowego i znacznych potoków ładunków. W latach 2007–2011 PKP Cargo w związku z ramach optymalizacją organizacji ruchu przewozów rozproszonych zmniejszyła liczbę wykorzystywanych stacji manewrowych ze 114 do 78.